# 阿纳托利·列昂季耶夫
阿纳托利·帕夫洛维奇·列昂季耶夫（俄语：Анатолий Павлович Леонтьев，1934年11月11日—2021年2月8日），苏联政治人物，曾任鄂木斯克州执行委员会主席、苏共鄂木斯克州委第一书记。

## 生平
1934年生于苏联鄂木斯克州戈里科夫斯科耶区伊萨科夫卡村。1952年在塔夫里切斯科耶区参加工作。毕业于鄂木斯克农业学院，之后在鄂木斯克州的国营农场工作，历任技术员、总工程师、场长等职。1972年至1974年，担任塔夫里切斯科耶区执行委员会主席。1974年至1978年，担任苏共切尔拉克区委第一书记。1978年至1982年，担任苏共鄂木斯克州委委员、农业部部长。1982年至1987年，担任苏共鄂木斯克州委书记。1987年至1989年，担任鄂木斯克州执行委员会主席。1989年至1990年，担任苏共鄂木斯克州委第一书记。1990年至1994年，担任鄂木斯克人民代表大会主席。1994年至1999年，担任鄂木斯克州政府农业与食品管理局副局长。2021年2月8日逝世。